# Schismatorhynchos heterorhynchos

Schismatorhynchos heterorhynchos es una especie de peces de la familia Cyprinidae en el orden de los Cypriniformes.

## Morfología
Los machos pueden llegar alcanzar los 28,3 cm de longitud total.

## Hábitat
Es un pez de agua dulce y de clima tropical. (22 °C-26 °C).

## Distribución geográfica
Se encuentran en Asia: Sumatra y Borneo.